# Eustala trinitatis
Eustala trinitatis là một loài nhện trong họ Araneidae.
Loài này thuộc chi Eustala. Eustala trinitatis được Henry Roughton Hogg miêu tả năm 1918.